# Țrăncea, Smolean
Țrăncea (în bulgară Црънча) este un sat în comuna Dospat, regiunea Smolean,  Bulgaria. 

## Demografie
Componența etnică a satului Țrăncea
     Bulgari (87,99%)
     Nicio identificare (12%)
     Altele (0,78%)
La recensământul din 2011, populația satului Țrăncea era de 633 locuitori. Din punct de vedere etnic, majoritatea locuitorilor (87,99%) erau bulgari. Pentru 12% din locuitori nu este cunoscută apartenența etnică.